# Malinová (Eslováquia)
Malinová (em húngaro: Csék) é um município da Eslováquia, situado no distrito de Prievidza, na região de Trenčín. Tem 13,09 km² de área e sua população em 2018 foi estimada em 968 habitantes.

## Demografia
| Ano:        | 1994 | 2004   | 2014   | 2024    |
| ----------- | ---- | ------ | ------ | ------- |
| Broj ljudi: | 825  | 892    | 909    | 1011    |
| Razlika:    |      | +8,12% | +1,90% | +11,22% |

| Ano:               | 2023 | 2024   |
| ------------------ | ---- | ------ |
| Número de pessoas: | 1026 | 1011   |
| Diferença:         |      | -1,46% |